# Антоніо Раттін
Антоніо Раттін (ісп. Antonio Rattín, нар. 16 травня 1937, Тігре) — колишній аргентинський футболіст, що грав на позиції півзахисника. Швидкий, технічний футболіст, лідер «Бока Хуніорс» і збірної Аргентини 1960-х років, за які провів усю ігрову кар'єру. З клубом став чемпіоном Аргентини 1962, 1964, 1965, 1969 (Насьйональ) і 1970 (Насьйональ) років. Фіналіст Кубка Лібертадорес 1963 року. У складі збірної — учасник чемпіонатів світу 1962 і 1966 (капітан команди). Віце-чемпіон Південної Америки 1959 і 1963 років. Один з найпопулярніших футболістів в історії «Бока Хуніорс».
Завдяки інциденту під час матчу чемпіонату світу 1966 року проти збірної Англії став відомий як гравець, видалення якого спричинило появу червоної і жовтої карток у футболі.
По завершенні ігрової кар'єри — футбольний тренер, тренував клуби «Естудіантес Ріо-Куарто», «Хімнасія і Есгріма» та «Бока Хуніорс». Пізніше став політиком.

## Клубна кар'єра

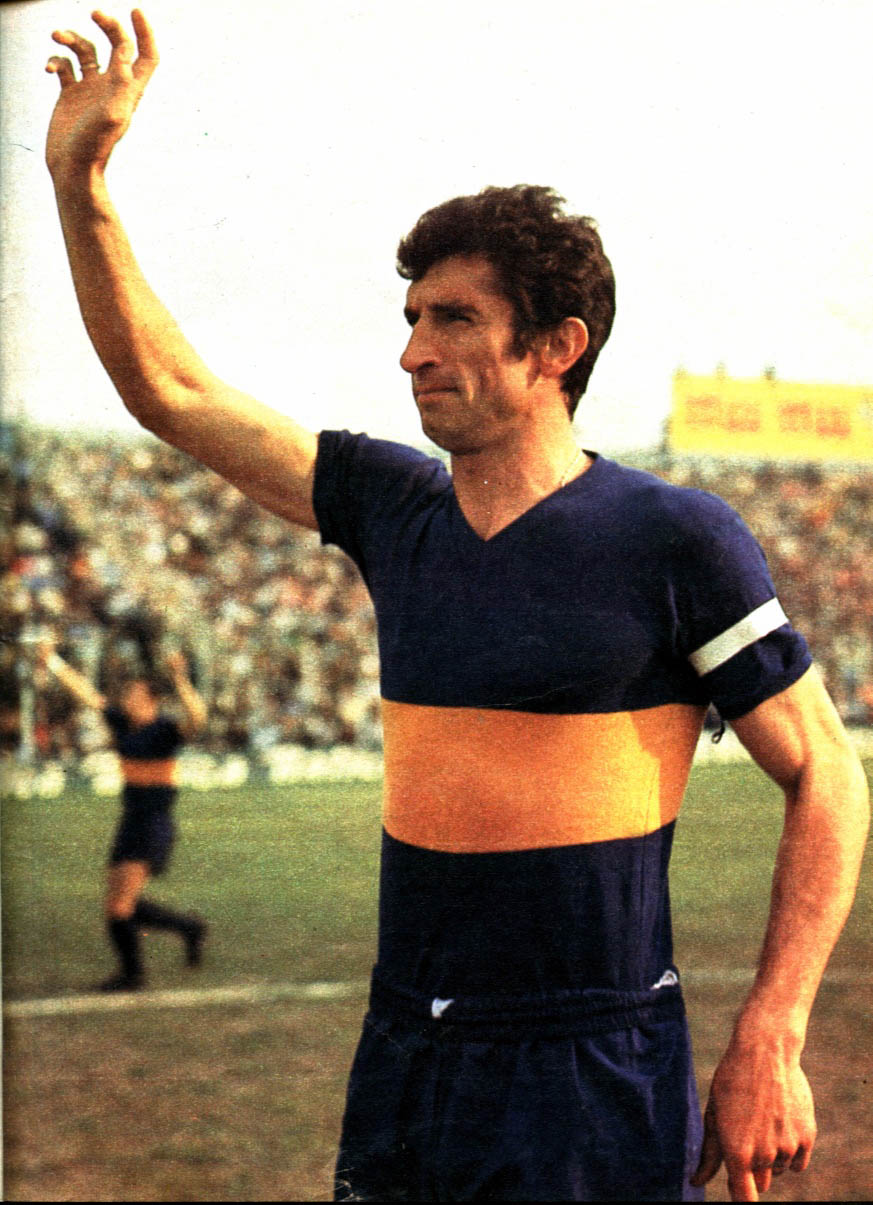
Антоніо Раттін у формі «Бока Хуніорс». 1969 рік.

Народився 16 травня 1937 року в місті Тігре, що знаходиться в провінції Буенос-Айрес. Вихованець юнацьких команд футбольних клубів «Тігре» та «Бока Хуніорс».
Будучи з дитинства фанатом «Боки», Раттін грав в її юнацькій команді, а потім дебютував в основному складі 9 вересня 1956 року в Суперкласико проти «Рівер Плейт». Замінивши травмованого Елісео Моуріньйо він продемонстрував хорошу гру в переможному для «Бока» матчі (2:1). Поступово він заробив собі постійний «номер 5» в команді, а також завоював любов фанів завдяки своїм рішучим діям на футбольному полі і непоступливості у боротьбі з суперниками команди. Всю свою професійну кар'єру Антоніо Раттін виступав лише за одну команду — «Бока Хуніорс». За чотирнадцять років своїх виступів за «синьо-жовтих» футболіст взяв участь в триста п'ятдесяти двох матчах, в яких забив двадцять вісім голів.
За свою кар'єру професійного футболіста Раттін виграв з командою аргентинський чемпіонат у 1962, 1964 і 1965 роках, а також «Насьйональ» у 1969 і 1970 році. Крім цього Антоніо Раттін брав участь у програних «Бока Хуніорс» фінальних матчах розіграшу Кубка Лібертадорес в 1963 році проти бразильського «Сантуса» (2:3, 1:2).

## Виступи за збірну
1959 року дебютував в офіційних матчах у складі національної збірної Аргентини.
У складі збірної Аргентини Антоніо Раттін доходив до стадії фіналу розіграшу Кубка Америки 1959 року в Еквадорі та 1967 року в Уругваї, але жодного разу турнір так і не виграв. Крім того, брав участь у чемпіонатах світу 1962 у Чилі і 1966 років в Англії.
На «мундіалі» 1966 року півзахисник був капітаном аргентинської збірної, а після чвертьфінального матчу проти збірної Англії Антоніо Раттін увійшов в історію світового футболу як людина, «через яку були придумані жовті та червоні картки».

### Інцидент на ЧС-1966

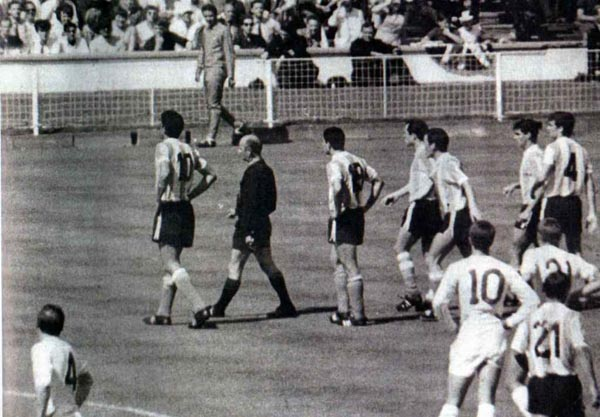
Раттін (№ 10) і Рудольф Крайтляйн

У чвертьфінальному матчі проти господарів чемпіонату збірної Англії Раттін був видалений німецьким арбітром Рудольфом Крайтляйном за «грубі висловлювання». Оскільки рефері не знав іспанської мови, а знав тільки рідну мову, попередивши аргентинського капітана, він не зміг пояснити останньому, що той повинен покинути межі поля. Антоніо Раттін продовжував матч, доки в інцидент не втрутився англійський суддя Кен Астон, який спостерігав за матчем за межами поля. Англійський суддя трохи знав іспанську мову, тому йому вдалося пояснити капітану збірної Аргентини, що він повинен покинути поле. Після цього Антоніо, висловлюючи своє невдоволення і вважаючи, що англійський суддя Кен Астон діє в інтересах збірної Англії, сів на червону килимову доріжку, що призначалася виключно для Єлизавети II. У результаті він був виведений з поля зусиллями двох поліцейських після того, як витер руки об кутовий прапорець, який мав вигляд британського прапора. Цей інцидент, через який гра зупинилась на більш як десять хвилин, серед інших подій та емоцій навколо цього матчу, став причиною принципового футбольного протистояння між Аргентиною й Англією, крім того, за результатами цього інциденту у футболі були придумані і введені червоні і жовті картки.
Всього протягом кар'єри у національній команді, яка тривала 12 років, провів у формі головної команди країни 34 матчі, забивши 2 голи, після чого 1970 року завершив свою ігрову кар'єру у клубі і збірній.

## Кар'єра тренера
У 1970-х роках Раттін працював юнацьким тренером в «Боці Хуніорс», а також тренував клуб «Хімнасія і Есгріма», що виступав на вищому рівні в 1977 і 1979 роках та основний склад «Боки Хуніорс» у 1980 році.
У 1978 році Раттін деякий час був скаутом англійського клубу «Шеффілд Юнайтед» на південноамериканському футбольному ринку. Він багато в чому посприяв переходу Алехандро Сабельї в «Шеффілд Юнайтед», однак в іншому співпраця не привела до яких-небудь результатів і незабаром було розірвана.
Аргентинський письменник Альфредо Луїс Ді Сальво опублікував у 2000 році книгу «Antonio Ubaldo Rattin — El Caudillo».

## Політична кар'єра
У 2001 році Раттін обрався в Палату депутатів Аргентини від консервативної Федералістської об'єднаної партії, очолюваної Луїсом Патті. Він став першим футболістом, які пройшов в Національний конгрес Аргентини і служив головою Спортивного комітету. Склав з себе повноваження у 2005 році.

## Титули і досягнення
- Срібний призер Чемпіонату Південної Америки: 1959 (Еквадор), 1967